# Hot Springs, South Dakota
Hot Springs är administrativ huvudort i Fall River County i South Dakota. År 1888 utsågs orten till huvudort i countyt och två år senare förrättades det första borgmästarvalet som vanns av J.B. Dickover.

## Kända personer från Hot Springs
- Leslie Jensen, politiker